# Living on the Edge (série)
Living On The Edge é um programa de televisão britânico que foi ao ar em 14 de outubro de 2007 na MTV do Reino Unido. Muitas vezes falha, ao "drama o tempo todo" e destaca a disparidade entre os jovens americanos ricos e abastados britânico. Foi comparada a realities americanos como: Laguna Beach: The Real Orange County e Newport Harbor: The Real Orange County. Living On The Edge documenta a vida de vários adolescentes em Alderley Edge, em Cheshire, uma aldeia rica no noroeste da Inglaterra. A partir de 2010 passou a ser exibida na MTV Brasil